# كفر العلو (حلوان)
كفر العلو أحد شياخات حي حلوان الواقعة في محافظة القاهرة، ومن أهم المدن الصناعية بحلوان ،تحتوي علي العديد من المصانع والشركات مثل شركة مصر حلوان للغزل والنسيج ومفكو حلوان للأثاث، ويقع بها مطار حلوان الجوي لتدريب الطائرات، يوجد بها مصنع أسمنت حلوان وهو من أحد المصانع الشهيرة للاسمنت في مصر.

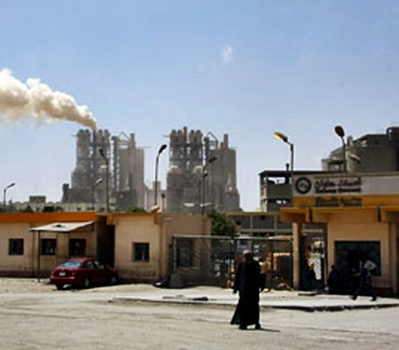
مصنع أسمنت حلوان

## مشاكل المدينة
تنوعت مشاكل المدينة بسبب الدخان المتصاعد من شركات الأسمنت بالإضافة الي أن المنطقة من إجمالى 45 منطقة عشوائية، دخلت ضمن مشروع تطوير الهيئة الهندسية للقوات المسلحة لتلك المناطق بالتعاون مع صندوق تطوير المناطق العشوائية واتحاد بنوك مصر. المنطقة بأكملها كانت تعاني بشكل كبير قبل عملية التطوير التى قامت بها الهيئة الهندسية، إذ عانوا أزمات كبيرة في ضعف المياه ووصولها إلى البيوت، وأزمة المجارى والطرق غير الممهدة التى تحوّل شوارع بالإضافة إلى مشكلات عديدة في الكهرباء، وغياب الإنارة في الشوارع الرئيسية والفرعية.